# Dobro morje
Dobro morje je slovenski črno-beli dramski film iz leta 1958 v režiji Mirka Groblerja po scenariju Ernesta Adamiča. Film prikazuje borbo ribiča proti pokvarjenemu lastniku tunolovke in gostilne.

## Igralci
- Angelo Benetelli
- Polde Bibič kot Kiro
- Janez Čuk kot Juro
- Maks Furijan
- Hinko Nučič kot Jakov
- Tomaž Pesek kot Ive
- Stane Potokar kot Ante Paskval
- Marija Tocinovsky
- Janez Vrhovec kot ribič Lozić
- Ewelyne Wohlfeiler kot Nina